# 尤利婭·加萊謝娃
尤利婭·依芙基妮維娜·加萊謝娃（俄語：Юлия Евгеньевна Галышева，1992年10月23日—）是哈薩克自由式滑雪運動員，主攻雪上技巧項目。她曾獲得2018年冬季奧林匹克運動會自由式滑雪比賽女子雪上技巧項目銅牌。

## 外部連結
- 尤利婭·加萊謝娃在國際滑雪總會